# Колін Вебстер
Колін Вебстер (англ. Colin Webster; 17 липня 1932, Кардіфф — 1 березня 2001, Свонсі) — валлійський футболіст, нападник.
Насамперед відомий виступами за клуби «Манчестер Юнайтед» та «Свонсі Сіті», а також національну збірну Уельсу.

## Клубна кар'єра
У дорослому футболі дебютував 1948 року виступами за «Кардіфф Сіті», в якому весь час грав у резервній команді.
Попри це, своєю грою за дубль привернув увагу представників тренерського штабу клубу «Манчестер Юнайтед», до складу якого приєднався в травні 1952 року. Відіграв за команду з Манчестера наступні сім сезонів своєї ігрової кар'єри. В новому клубі був серед найкращих голеодорів, відзначаючись забитим голом в середньому щонайменше у кожній третій грі чемпіонату. Вебстер був гравцем «Юнайтед», коли трапилася мюнхенська авіакатастрофа, але він не полетів з командою на тому літаку через хворобу.
Того самого 1958 року покинув знекровлений клуб і уклав контракт з «Свонсі Сіті», у складі якого провів наступні чотири роки своєї кар'єри гравця. Більшість часу, проведеного у складі «Свонсі Сіті», був основним гравцем атакувальної ланки команди. І в цій команді продовжував регулярно забивати, в середньому 0,42 раза за кожен матч чемпіонату.
Завершив професійну ігрову кар'єру у нижчоліговому клубі «Ньюпорт Каунті», за який виступав протягом 1963—1965 років.

## Виступи за збірну
1957 року дебютував в офіційних матчах у складі національної збірної Уельсу. Протягом кар'єри у національній команді, яка тривала усього 2 роки, провів у формі головної команди країни 4 матчі.
У складі збірної був учасником чемпіонату світу 1958 року у Швеції.
Після завершення кар'єри Вебстер керував компанією, що займалася установкою будівельних лісів, а потім протягом дев'яти років працював парковим обхідником в Свонсі. Після перелому ноги Колін достроково вийшов на пенсію. Він помер про раку легенів 1 березня 2001 року в віці 68 років.

## Досягнення
Манчестер Юнайтед
- Чемпіон Англії: 1955/56

 Свонсі Таун
- Володар Кубка Уельсу: 1961